# 服部政光
服部 政光（はっとり まさみつ、永正13年（1516年）? - 天正13年2月2日（1585年3月3日））は、戦国時代の武将。通称政秀、権太夫 。

## 略歴
父は織田信秀に仕えていた服部政家（1492-1536）で、母は丹後守某の女。永禄3年（1560年）桶狭間の戦いにおいて政光は大高城の松平元康に敗戦を知らせ、兵糧舟一艘を献じた。元康は感銘を受け、のち政光に遠江国河の庄3000貫の地を与えた 。1573年の三方ヶ原の戦いでは海陸の敵に備えるため東村城を守る。天正10年（1582年）松平康親の指揮を受け伊豆国佐野小屋の砦を攻略した。天正13年（1585年）死去、享年は70または73。法名は賢約。妻は千秋式部少輔の女で、子に政光（興十郎）がいる 。